# Iota Carinae
Pour les articles homonymes, voir Asmidiske.
Cet article concerne Iota Carinae. Pour i Carinae (avec un i minuscule), voir HD 79447. Pour I Carinae (avec un I majuscule), voir I Carinae.
Désignations
Iota Carinae (ι Car ; Iota de la Carène), également nommée Aspidiske, est une étoile de la constellation de la Carène. Cette étoile fait partie de l'astérisme de la fausse Croix. Sa magnitude apparente est de 2,26, ce qui en fait une des étoiles les plus brillantes du ciel nocturne.
L'étoile présente une parallaxe annuelle de 4,26 mas telle que mesurée par le satellite Hipparcos, ce qui permet d'en déduire qu'elle est distante d'approximativement ∼ 690 a.l. (∼ 212 pc) de la Terre. Elle s'éloigne du Système solaire à une vitesse radiale de +12 km/s.
Iota Carinae est une supergéante blanche de type spectral A7 Ib. C'est une variable suspectée avec une possible variation de 0,05 magnitude seulement.

## Noms traditionnels
Aspidiske est le nom propre de l'étoile qui a été approuvé par l'Union astronomique internationale le 20 juillet 2016. Il s'agit d'un nom traditionnel tiré du grec. Ses deux autres noms traditionnels sont le latin Scutulum et l'arabe Turais.